# Bupleurum gracillimum
Bupleurum gracillimum là một loài thực vật có hoa trong họ Hoa tán. Loài này được Klotzsch mô tả khoa học đầu tiên năm 1862.